# Иокогама (порода кур)

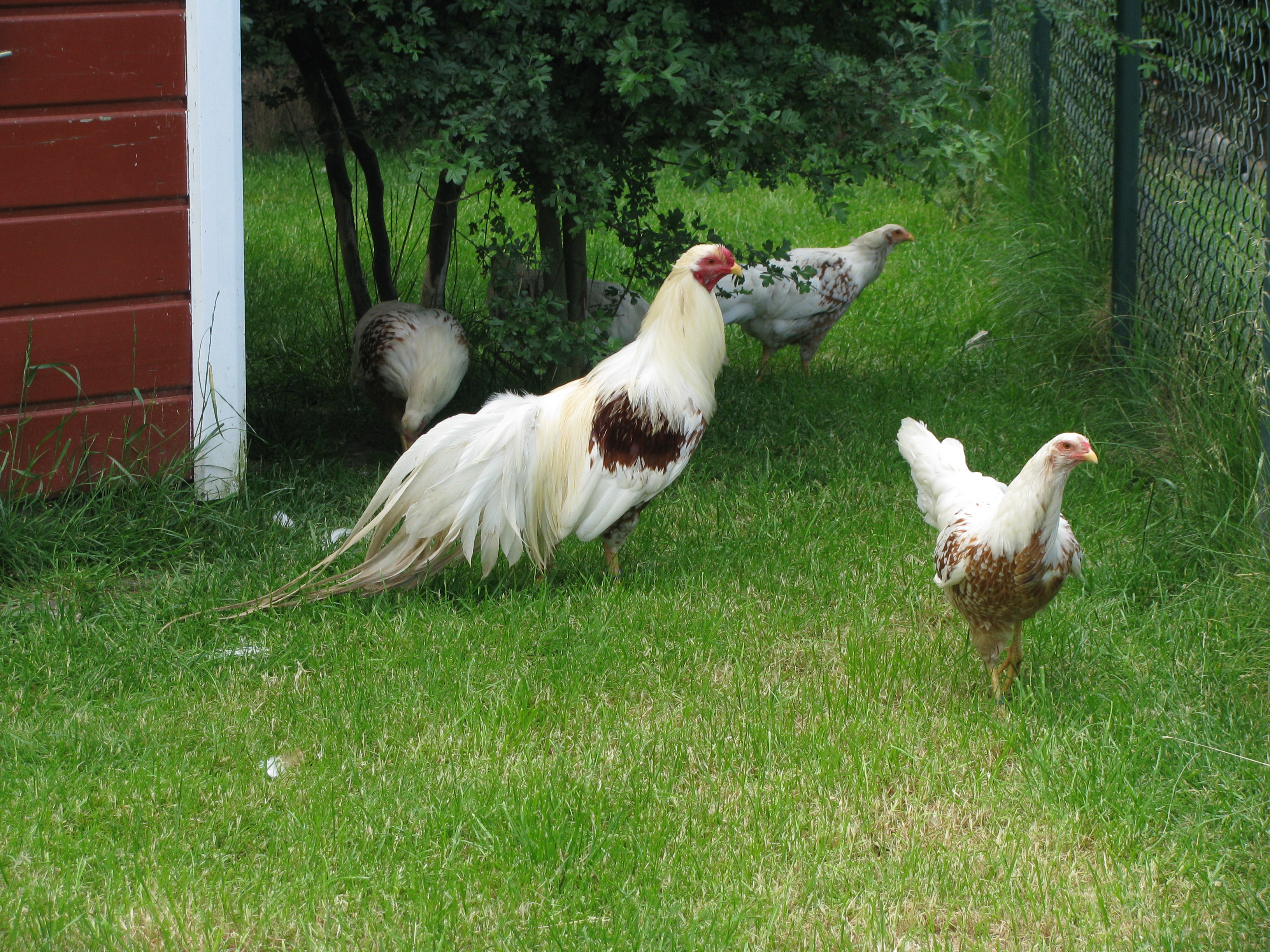
Иокогамы на выгуле.

Иокогама (англ. Yokohama) — порода кур, выведена в Германии путём скрещивания двух японских пород кур Minohiki и Onagadori в 1869 году. Впервые перед широкой публикой они предстали в 1864 году на выставке в Париже.У этой породы один окрас.

## Продуктивность
Птица не велика — петухи весят 1,75—2 кг, а куры 1—1,5 кг. Самки несут всего 80—100 яиц кремового или матового цвета, по 40—45 г каждое.

## Особенности породы
Это декоративная птица со спокойным нравом. Куры требуют особой чистоты в птичнике и свежего воздуха. Им также нужен рацион, полноценный по содержанию белка и серы, иначе не получить такого роскошного оперения и хорошей яйценоскости. У этой породы петухи белые с красными отметинами на крыльях и по бокам, у кур такой же окрас только вместо красных отметин у них лососёво-красные. У карликовой йокогамы два окраса:такой же как у некарликовых йокогам и белый.